# Біг на 1000 метрів
Біг на 1000 метрів — дисципліна, що належить до середніх дистанцій бігової програми легкої атлетики. Біг на 1000 метрів не входить до програми Олімпійських ігор, чемпіонатів світу та Європи. На великих офіційних змаганнях ця дистанція зустрічається рідко. Перегони на 1000 метрів переважно влаштовують на комерційних змаганнях. На 400-метровій доріжці дистанція становить 2,5 кола, старт дається з початку протилежного віражу. У закритих приміщеннях — 5 кіл по 200 метрів, старт перед віражем.

## Рекорди
За станом на 10 вересня 2011.

### Чоловіки
|                          | Результат | Спортсмен        | Країна          | Місце     | Дата           |
| ------------------------ | --------- | ---------------- | --------------- | --------- | -------------- |
| Рекорд світу             | 2.11,96   | Ной Нгені        | Кенія           | Рієті     | 5 вересня 1999 |
| Рекорд Африки            | 2.11,96   | Ной Нгені        | Кенія           | Рієті     | 5 вересня 1999 |
| Рекорд Азії              | 2.14,72   | Юсуф Саад Камель | Бруней          | Стокгольм | 22 липня 2008  |
| Рекорд Європи            | 2.12,18   | Себастьян Коу    | Велика Британія | Осло      | 11 липня 1981  |
| Рекорд Північної Америки | 2.13,9    | Рік Вольхютер    | США             | Осло      | 30 липня 1974  |
| Рекорд Південної Америки | 2.14,09   | Жоаким Круз      | Бразилія        | Ніца      | 20 серпня 1984 |
| Рекорд Океанії           | 2.16,57   | Джон Вокер       | Нова Зеландія   | Осло      | 1 липня 1980   |

### Жінки
- Світовий рекорд серед жінок належить Світлані Мастерковій — 2.28,98[1]
- Рекорд Африки належить Фейс Кіпьєгоні — 2.29,15
- Рекорд Азії належить Неллі Джепкосгей — 2.35,30
- Рекорд Європи належить Світлані Мастерковій — 2.28,98
- Рекорд Північної Америки належить Реджіні Джекобс — 2.31,80
- Рекорд Південної Америки належить Летиції Врісде — 2.32,25
- Рекорд Австралії і Океанії належить Лінден Холл — 2.35,90
- Рекорд України належить Олені Буженко — 2.34,81

## Виноски
1. 1 2  STATS:Records by Event. IAAF.org (англійською) . Архів оригіналу за 13 серпня 2012. Процитовано 18 вересня 2011.(англ.)